# 1835 Gajdariya
1835 Gajdariya este un asteroid din centura principală, descoperit pe 30 iulie 1970, de Tamara Smirnova.